# Chorągiew tatarska Chalembeka Murawskiego

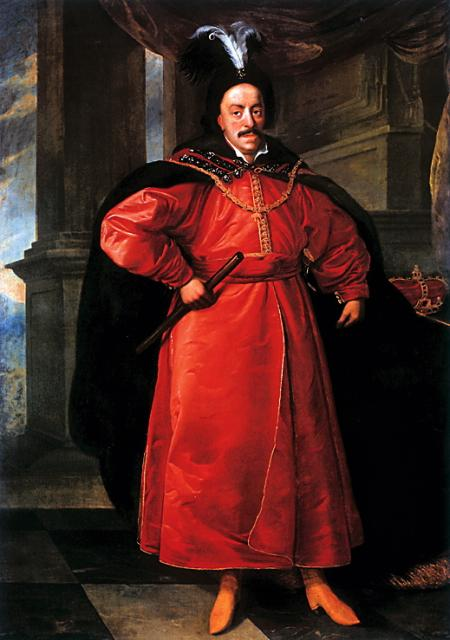
Po śmierci Jaremy Wiśniowieckiego to Jan II Kazimierz prowadził armię koronną przeciwko powstańcom kozackim.

Chorągiew tatarska Chalembeka Murawskiego - chorągiew tatarska jazdy koronnej połowy XVII wieku.
Rotmistrzem chorągwi był Chalembek Murawski.
Żołnierze chorągwi tatarskiej Murawskiego brali udział w działaniach zbrojnych powstania Chmielnickiego 1648–1655.
Wchodziła w skład wojsk koronnych prowadzonych jesienią 1654 przez hetmanów Stanisława Potockiego i Stanisława Lanckorońskiego w działaniach zbrojnych wojny polsko-rosyjskiej.. Wzięli udział w bitwie pod Ochmatowem.